# Qualificazioni alla CONCACAF Gold Cup 2015
Sono elencate di seguito le date e i risultati per le qualificazioni al CONCACAF Gold Cup 2015.

## Formula
31 membri CONCACAF: Stati Uniti e Canada (come paesi ospitanti) si qualificano direttamente alla fase finale. Rimangono 29 squadre per dieci posti disponibili per la fase finale. Le squadre e i posti disponibili sono suddivisi in tre zone di qualificazione e un playoff interzona: Nord America (1 posto), Centro America (5 posti), Caraibi (4 posti), Playoff interzona (1 posto).
- Zona Nord America: 1 squadra, si qualifica di diritto alla fase finale.
- Zona Centro America: 7 squadre, partecipano alla Coppa centroamericana 2014, le prime quattro classificate si qualificano alla fase finale, la quinta classificata accede al playoff interzona.
- Zona Caraibi: 21 squadre, partecipano alla Coppa dei Caraibi 2014, le prime quattro classificate si qualificano alla fase finale, la quinta classificata accede al playoff interzona.
- Playoff interzona: 2 squadre, giocano partite di andata e ritorno, la vincente si qualifica alla fase finale.

## Zona Nord America
Messico si qualifica di diritto alla fase finale.

## Zona Centro America
La Coppa centroamericana 2014 mette in palio la qualificazione al torneo: Costa Rica (prima classificata), Guatemala (seconda classificata), Panama (terza classificata) e El Salvador (quarta classificata) si qualificano alla fase finale, Honduras (quinta classificata) accede al playoff interzona.

## Zona Caraibi
La Coppa dei Caraibi 2014 mette in palio la qualificazione al torneo: Giamaica (prima classificata), Trinidad e Tobago (seconda classificata), Haiti (terza classificata) e Cuba (quarta classificata) si qualificano alla fase finale, Guyana francese (quinta classificata) accede al playoff interzona.

## Playoff interzona
| Arbitro: | Ramos |

|                            |           |              |
| Torvic 26’ Privat 27’, 62’ | Marcatori | 18’ Bengtson |

| Arbitro: | Geiger |

|                           |           |  |
| Najar 30’, 32’ Lozano 46’ | Marcatori |  |

Honduras si qualifica alla fase finale.